# Teinopalpus imperialis
Teinopalpus imperialis  este o specie rară de fluture din familia Papilionidae. 